# Neoplocaederus scapularis
Neoplocaederus scapularis es una especie de escarabajo longicornio del género Neoplocaederus, tribu Cerambycini, subfamilia Cerambycinae. Fue descrita científicamente por Fischer-Waldheim en 1821.

## Descripción
Mide 24-45 milímetros de longitud.

## Distribución
Se distribuye por Afganistán, China, Irán, Kazajistán, Siberia y Tayikistán.